# The Telephone Belle
The Telephone Belle est un film américain réalisé par Herman C. Raymaker, sorti en 1917.

## Fiche technique
- Titre original : The Telephone Belle
- Réalisation : Herman C. Raymaker
- Photographie : J.R. Lockwood
- Production : Mack Sennett
- Société de production : Keystone
- Société de distribution : Keystone
- Pays de production :  États-Unis
- Langue originale : anglais
- Format : noir et blanc — 35 mm — 1,37:1 — Film muet
- Genre : Comédie
- Durée : une bobine - 300 m
- Date de sortie :
  - États-Unis : 18 février 1917

## Distribution
- George Binns
- Florence Clark
- A. Edward Sutherland
- Maude Wayne
- James Donnelly